# 伏見朝子
伏見 朝子（ふしみ ときこ、1902年〈明治35年〉6月20日 - 1971年〈昭和46年〉4月3日）は、日本の旧皇族。元華族。博義王の妃。一条実輝公爵令嬢。母は、細川護久侯爵令嬢・悦子。旧名は、一条 朝子（いちじょう ときこ）。皇籍離脱前の身位は王妃で、皇室典範における敬称は殿下。皇族時代の名は、博義王妃 朝子（ひろよしおうひ ときこ）であった。

## 生涯
香淳皇后とは女子学習院の同級生で、梨本宮家の方子女王と並んで昭和天皇のお妃候補の一人であったとされる。後に学習院の同窓会組織「常磐会」の会長も務める。1919年（大正8年）12月23日に、博義王と結婚、翌年北海道を訪れている。1男3女をもうける。関東大震災時は皇族による被災者の慰問活動として、1923年（大正12年）9月23日に新宿区（当時の淀橋町）の被災児童避難所を慰問・視察した。1931年（昭和6年）には鶴岡八幡宮へ参拝、また、戦時中は日本赤十字社における奉仕活動に加わる。1938年（昭和13年）に夫の博義王と死別。第二次世界大戦後の1947年（昭和22年）10月14日、皇室典範第11条1項により、皇籍離脱。皇籍離脱は、「伏見 朝子（ふしみ ときこ）」と名乗る。1971年（昭和46年）4月3日、68歳で逝去。

## 栄典
勲章等
| 受章年                    | 略綬 | 勲章名                     | 備考 |
| ------------------------- | ---- | -------------------------- | ---- |
| 1928年（昭和3年）11月10日 |      | 大礼記念章                 |      |
| 1930年（昭和5年）2月11日  |      | 勲一等宝冠章（宝冠大綬章） |      |
| 1940年（昭和15年）8月15日 |      | 紀元二千六百年祝典記念章   |      |

## 血縁
- 父：一条実輝（後陽成天皇男系8世孫）
- 母：細川悦子（母方の祖父は細川護久）
- 兄弟：道良（養子） - 実孝（養子） - 実基 - 朝子 - 常光 - 實英 - 智光（養女） - 直子 - 圭子 - 生子
- 夫：博義王
- 子女 
  - 第1王女子：光子女王（みつこじょおう、1929年7月28日 - 1987年6月3日） - 尾崎行良と結婚[21]
  - 第1王男子：伏見宮博明王（ひろあきおう、1932年1月26日 - ） - 伏見家の現当主
  - 第2王女子：令子女王（よしこじょおう、1933年2月14日 - 1937年10月25日）[22][23]
  - 第3王女子：章子女王（あやこじょおう、1934年2月11日 - ） - 草刈廣と結婚[24]